# Steiermärkischer Schützenbund
Der Steiermärkische Landesschützenbund besteht seit 1879. Heute sind in ihm 95 Vereine mit rund 3500 Mitgliedern verbunden, mit unter anderem 450 Jahren Vereinsgeschichte. Der Steiermärkische Landesschützenbund ist dem Österreichischen Schützenbund angeschlossen. Im Mittelpunkt des Steiermärkischen Landesschützenbundes, auch Landesschützenbund Steiermark genannt, steht das Sportschießen. Geschossen wird mit Feuerwaffen oder Armbrust.

## Geschichte
Das älteste Zeugnis der Schützenvereine in der Steiermark ist ein 1460 von der Schützengesellschaft Saalfelden ausgesandtes Ladungsschreiben, das in Rottenmann (nordwestliche Steiermark) gefunden wurde. Der Schützenverein der Landeshauptstadt Graz zählt zu seinem Verbindungseigentum eine Schießordnung, welche von Fürst Johann Christian von Eggenberg 1657 verfasst wurde. Eine 1725 durch das Magistrat der Landeshauptstadt Graz verlautbarte Schießordnung ist in ihren Grundlagen bis heute gültig.

## Selbstbildnis
Der Steiermärkischen Landesschützenbundes ist eine Gesellschaft von Damen und Herren, die sowohl Geselligkeit, als auch Leistung im sportlichen Schießen suchen. In der Harmonie von Geist und Körper liegt das Geheimnis eines genauen Schusses. An diesem Gegensatz zum alltäglichen Trubel positioniert und identifiziert sich der Steiermärkische Landesschützenbund als Quelle des ausgleichenden Wohlbefindens.

## Übung und Gerät
Ausgebildete Lehrwarte unterweisen die Athleten in Körperhaltung, Zielvorgang und Atemtechnik. Der Leistungsgewinn nimmt in erster Linie durch Trainingsintensität und körperliches Training zu. Ein Wettkampf dauert, je nach Disziplin, bis zu zwei Stunden.
Folgende Sportgeräte werden im Steiermärkischen Schützenbund genützt:
- Luftgewehr: 10 m
- Kleinkalibergewehr: 50 m
- Großkalibergewehr: 300 m
- Vorderlader: 25 m und 100 m
- Luftpistole: 10 m
- Feuerpistole: 25 m und 50 m
- Großkaliberpistole: 25 m
- Armbrust: 10 m und 30 m

## Organisation
Seit 1. Oktober 2007 sind die Schützengebiete des Steiermärkischen Landesschützenbundes neu eingeteilt. Es gibt sechs Schützenbezirke, welchen je ein Bezirksschützenmeister vorsteht. Die Schützenbezirke tragen die Bezeichnung: Graz und Umgebung, Süd-West, Süd-Ost, Oberes Murtal, Ennstal sowie Mürztal.
Alle drei Jahre wird in der Generalversammlung ein Vorstand gewählt, welchem der Landesoberschützenmeister sowie die Landesschützenmeister als seine Stellvertreter tragen. Weiters gibt es einen Ehrenschützenmeister. Dabei handelt es sich gegenwärtig um DI Fritz Schattleitner, der als Athlet bei den Olympischen Spielen 1968 in Mexiko teilnahm und zuletzt in Peking als technischer Delegierter wirkte.

## Mitgliedsvereine
| A - Schützenverein Aflenz-Thörl - HSV Aigen, Sektion Schießen - Schützenverein Aigen - Priv. Schützengesellschaft Altaussee B - Schützenverein Bad Mitterndorf - Sportschützenverein Bad Gleichenberg - Sportschützenrunde Bärnbach - Breitenauer Schützenverein - Brucker Schützenverein D - Schützenverein der Stadt Deutschlandsberg - Donnersbachwalder Schützenstammtisch E - Schützenverein RB Eggersdorf - Bürgerliche Schützengesellschaft Eibiswald - Schützenverein Eisenerz F - HSV Fehring, Sektion Schießen - Schützenverein TUS Fehring - Schützenverein Feistritztal - HSV Feldbach, Sektion Sportschießen - ÖKB Schützenverein Festenburg - Schützenverein MM Forst Frohnleiten - Schützenverein MM-Karton Frohnleiten G - Schützenverein MM Sägewerk Göss - Heeressportschützenverein Graz - Schützenklub Hubertus Graz - Schützenverein der Landeshauptstadt Graz - Polizeisportvereinigung Graz - Postsportverein Graz - Schützenverein St. Gotthard - Schützenverein Gröbming - Grundlseer Schützengesellschaft - Schützenverein Gesäuse H - Schützenverein Hafning - HSUV Edelweiß Hartberg - Hengsberger Schützenverein - HSV Hieflau - Schützenverein Hitzendorf J - Sportschützenverein Jagerberg - Schützenverein Judenburg K - Schützenverein Kainisch - Kapfenberger SV - Schützenverein Kindberg - Schützenverein Knittelfeld - Schützenverein Krieglach | L - Schützenverein Raika Langenwang - Schützenrunde RB Lannach - Lannacher Sportschützenklub - Schützenverein Leoben - Polizeisportvereinigung Leoben - Schützengilde der Liezener Jäger M - Schützenverein Maria Lankowitz - Priv. Schützengesellschaft Mariazell - Trachten- und Armbrustschützenverein Mautern - Murauer Schützenverein - Schützengesellschaft Mürzsteg - Priv. Schützenges. 1652 Mürzzuschlag N - Priv. Schützengesellschaft Neuberg/Mürz - Schützenverein Raiba Neumarkt - Schützenrunde Niederöblarn - Schützenverein Neustift O - Schützenverein 1582 Oberzeiring - Schützenrunde Öblarn P - Schützengesellschaft Parschlug - Schützenverein Pischelsdorf R - Schützenverein Raaba - Schützenverein Edelweiß Rein - Sportschützenverein Rohrbach a. d. Lafnitz - Schützenverein Rohrmoos-Untertal - Schützenverein Rosental - Schützenverein d. Stadt Rottenmann S - HSV St. Michael - Sektion Schießen - Schützenverein Raiba Scheifling - St. Lorenzen - Schützenverein Enzian Spital/S. - Schützenverein Stainz - Schützenverein Straden T - Schützenverein Treglwang - Schützengilde Trofaiach V - Schützen-Club Voitsberg W - Schützenrunde Wald/Schoberpass - Weißkirchen: 1. Obersteir. Sportschützenclub f. Faustfeuerwaffen - Schützenverein Weiz - Schützengesellschaft Wildalpen - Sportunion Weitendorf-Wildon Z - HSV Zeltweg - Sektion Schießen |